# Isola delle Femmine (île)
L'Isola delle Femmine (également connue sous le nom d'Isola di Fuori, Ìsula ou Ìsulottu en sicilien) est une île italienne située dans la mer Tyrrhénienne, en Sicile.
Appartenant administrativement à la municipalité du même nom dans la ville métropolitaine de Palerme, l'île est une propriété privée sur laquelle existe une réserve naturelle créée en 1997 par la Région sicilienne.

## Histoire

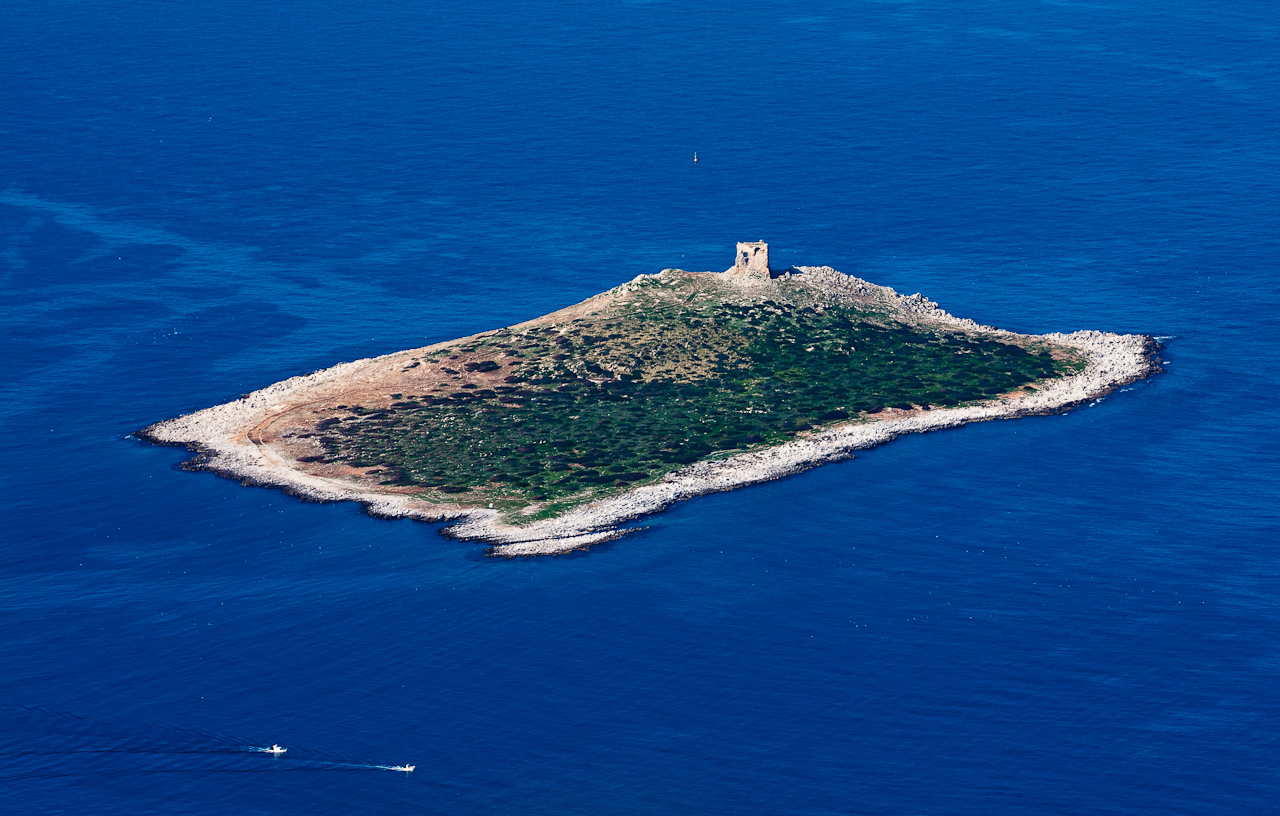
L'île des femmes.

Les vestiges de sept bassins en faïence pour la préparation du garum, une sauce de poisson raffinée, commercialisée en Méditerranée, remontent à la période hellénistique : les traces d'une usine de transformation du poisson rendent le lieu important d'un point de vue archéologique. La découverte de souches d'ancres en plomb et de restes d'amphores puniques et romaines dans la mer en face augmente la valeur du site.

### Toponyme
Dans deux cartographies du Vénitien Vincenzo Maria Coronelli datant de 1690, le nom "Isola Lipocelli" est rapporté, ; le premier présent dans le volume "Isolario dell'Atlante Veneto", le second à la Bibliothèque du Musée Salinas de Palerme.
Au lieu de cela, le nom sous lequel l'île est connue aujourd'hui dérive de Fimi, une variante mutilée de Femio, dérivé à son tour d'Eufemio, gouverneur byzantin de Messine. Une autre origine présumée pourrait provenir du nom latin « Fimis », qui est à son tour une « latinisation » du terme arabe « fim » (الفم،), c'est-à-dire l'embouchure, le canal étroit qui sépare l'île de la côte. Cette interprétation est utilisée par le site officiel de la Commune d'Isola delle Femmine, telle que retranscrite ici :

« Le bulletin ecclésiastique de Monreale datant de 1912 indique que, 
l'ancien nom d'"île de Fimi", datant de 1176, désignait l'île qui s'élève à l'embouchure du golfe maritime et qui s'étend sur toute sa longueur. L'île qui s'élève à l'embouchure de la mer et qui s'étend à l'ouest jusqu'à Punta Raisi, sur le territoire de Carini ; appelée aussi "prope portum gali", puis Porto di Gallo en 1581, qui correspond aujourd'hui à la pointe de Grotta dell'Olio, entre le promontoire de Barcarello et Malpasso. À une date non précisée, la pêcherie de thon de fimi, du latin fimis, issu du mot arabe fim 
(bouche ou ouverture), terme transformé ensuite en dialecte fimmini et italianisé en femmine. »

— Comune di Isola delle Femmine

## Description

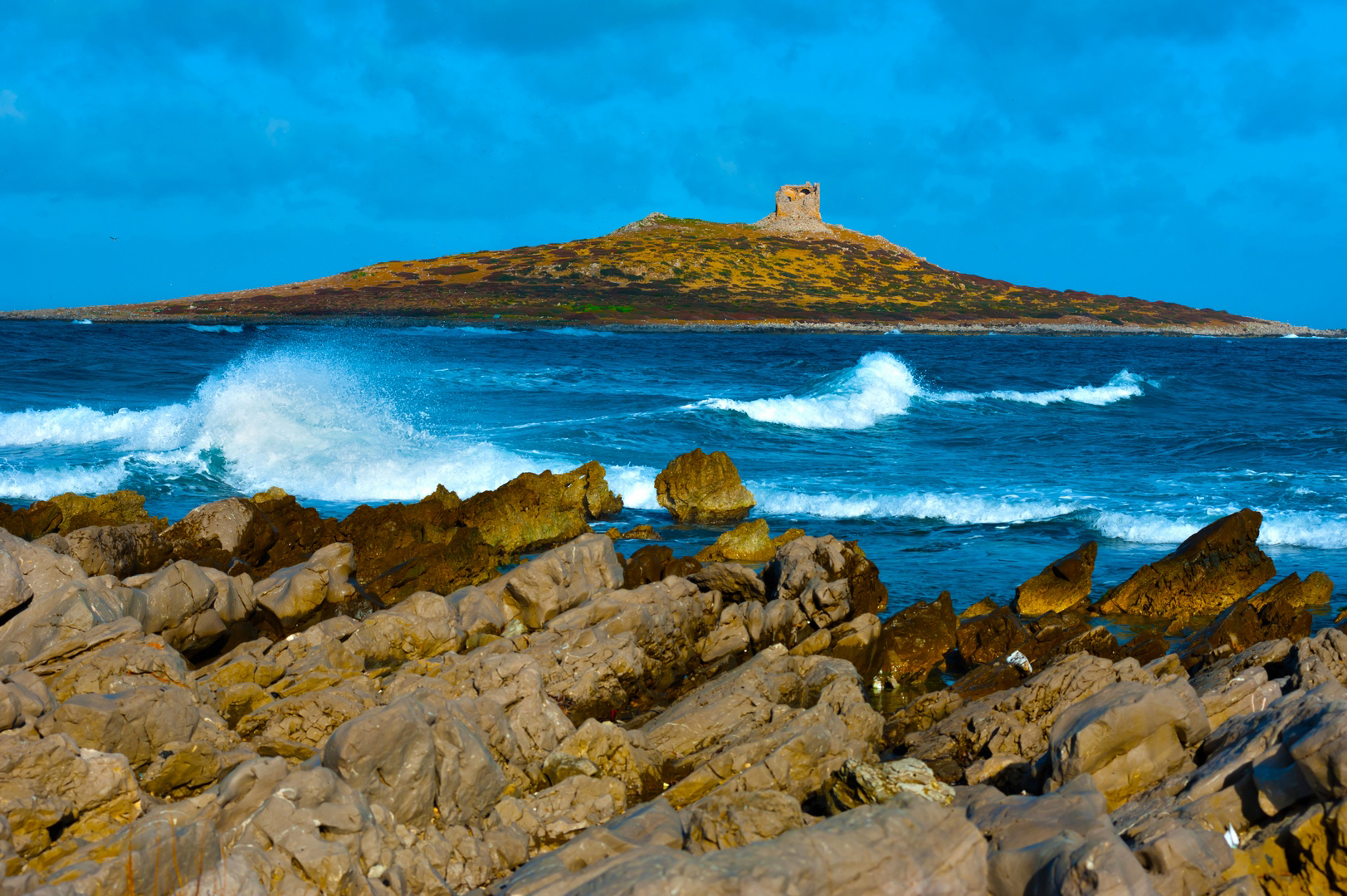
Île des Femmes.

L'îlot de l'Isola delle Femmine est considéré depuis l'Antiquité et traditionnellement comme un lieu à usage économique et défensif grâce à sa position et sa forme, qui en font un abri sûr contre les vents d'est pour les petits bateaux. Celui-ci, situé dans la partie maritime entre Punta Raisi et Capo Gallo, a une forme ovale en raison de l'érosion des vents forts qui soufflent dans la zone, se trouve à un peu plus de huit cents mètres de la côte, a une superficie de environ 0,14 km², de forme presque rectangulaire (elle mesure 575 mètres de long et 325 mètres de large). Du promontoire de l'île, vous pouvez voir le mont Pellegrino, le promontoire de Capo Gallo, l'île d'Ustica et les communes de Carini, Isola delle Femmine et Capaci.
Comme la terre, en raison de la configuration particulière du sol qui n'était pas propice à la culture, le seul moyen de subsistance des habitants de la région était la pêche. En fait, non loin de là, il y avait un passage saisonnier du thon et bientôt les pêcheurs de Capaci, à proximité, se sont organisés pour la pêche au thon.
La tour, construite près du point culminant de l'île (35 m au-dessus du niveau de la mer), est également appelée Torre di Fuori (par opposition à celle du continent appelée Tour de l'Intérieur), remonte au XVIe siècle et est d'une typologie attribuable à l'architecte florentin Camillo Camilliani, en grande partie mieux connu pour avoir été l'architecte de la Fontana Pretoria à Palerme. Elle a un plan carré, avec des murs d'une épaisseur de plus de deux mètres qui en faisaient une forteresse incluse dans le système défensif des tours côtières de Sicile contre les attaques des corsaires barbaresques sur le continent. Les événements qui ont caractérisé le débarquement des alliés pendant la Seconde Guerre mondiale, l'oubli du temps et le désintérêt ont transformé la tour en une ruine, dont le mur, presque intact, au-dessus de la falaise abrupte du côté nord, est encore le visage que l'île offre à la mer.
La réserve, créée en 1997 par la Région sicilienne et confiée à la LIPU depuis 1998, a été créée pour protéger le patrimoine floristique local et favoriser la halte des espèces migratrices.